# Pseudocatharylla duplicellus
Pseudocatharylla duplicellus là một loài bướm đêm trong họ Crambidae.